# Icerya koebelei
Icerya koebelei är en insektsart som beskrevs av William Miles Maskell 1893. Icerya koebelei ingår i släktet Icerya och familjen pärlsköldlöss. Inga underarter finns listade i Catalogue of Life.